# Le Vaisseau d'argent
Pour les articles homonymes, voir vaisseau.
Le Vaisseau d'argent est une maison d'édition de bande dessinée créée en 1988 par Christian Godard et Julio Ribera afin notamment d'éditer Le Vagabond des Limbes et d'autres séries de Godard. Le nom de l'entreprise vient du Dauphin d'Argent, le vaisseau spatial des héros du Vagabond des Limbes.
En 1990, de nombreuses séries dues à d'autres auteurs sont lancées ; cependant, à la suite de difficultés financières Le Vaisseau d'argent disparaît dès 1991. Une partie des séries est reprise par Dargaud.

## Parutions
- Christian Godard (scénario) et Julio Ribera (dessin), Le Vagabond des Limbes, six volumes nouveaux et réédition des treize premiers albums en version luxe, 1988-1990
- Christian Godard (scénario) et Julio Ribera (dessin), Le Grand Manque, un volume, 1989
- Alfons Figueras, Les Aventures de Mister Hyde, 1989
- Sergio Macedo, Vic Voyage t. 5 : Brasil !, 1989
- Christain Godard, Norbert et Kari t. 9 : La Maison du kloune, 1989
- Brice Tarvel (scénario) et Édouard Aidans (dessin), Arkan, un volume, 1990
- Christian Godard (scénario) et Carlos Giménez (dessin), Une enfance éternelle, 1990
- Christian Godard (scénario) et Florenci Clavé (dessin), Chroniques du temps de la vallée des Ghlomes, t. 3 : L'Hydre mélomane, 1990
- Brice Tarvel (scénario) et Mohamed Aouamri (dessin), Sylve, un volume, 1990
- Christian Godard (scénario) et Al Coutelis (dessin), Treize transgressions, 1991
- Antonio Segura (scénario) et José Ortiz (dessin), Jean le long, deux volumes, 1990-1991
- Alfonso Font, Elle s'appelle Taxi, deux volumes, 1990-1991
- Rodolphe (scénario) et Florence Magnin (dessin), L'Autre Monde, un volume, 1990
- Víctor Mora (scénario) et John M. Burns (dessin), Trueno le paladin, un volume, 1991
- Fernando Fernández, Lucky Starr, un volume, 1991
- Christian Godard, Les Cailloux blancs introuvables de Godard, 1991